# Rhododendron faucium
Rhododendron faucium là một loài thực vật có hoa trong họ Thạch nam. Loài này được D.F. Chamb. miêu tả khoa học đầu tiên năm 1978.